# 007/死ぬのは奴らだ (映画)
『007/死ぬのは奴らだ』（ダブルオーセブン しぬのはやつらだ、Live And Let Die）は、イアン・フレミングの同名小説を原作とした、ガイ・ハミルトン監督の1973年のスパイアクション映画。映画「ジェームズ・ボンド」シリーズの第8作目。ジェームズ・ボンド役を、3代目のロジャー・ムーアが最初に演じた作品である。
前作『007/ダイヤモンドは永遠に』で一度限りの復帰となったショーン・コネリーの後継者として、新しいジェームズ・ボンド役に指名されたのがロジャー・ムーアである。ムーアはこのオファーを受けるのは初めてではなく、シリーズ第1作『ドクター・ノオ』を製作する際にも指名されたが、当時は多忙のため断っていた。それから10年後、ムーアはようやく46歳でボンド役を射止めた（ムーアはショーン・コネリーよりも3歳年上である）。彼が演じるボンドはコネリー時代のハードな部分が削られ、軽妙でユーモラスな007となった。コネリーのボンドもジョークをよく発したが、ムーアはジョークをさらに増やした。

## ストーリー
カリブ海の島国、サン・モニークを調査していたイギリス情報部員が相次いで3人殺害された。さっそくアメリカに飛んだボンド（ロジャー・ムーア）は、フィリックス・ライター（デヴィッド・ヘディソン）とともにサン・モニークの首相、Dr.カナンガ（ヤフェット・コットー）を捜査する。カナンガは自らハーレムの大物Mr.ビッグに変装し、レストランチェーン「フィレ・オブ・ソウル」を通じて麻薬を無料で配布し、アメリカに麻薬中毒患者を増加させ、その後に麻薬の値段を吊り上げることで荒稼ぎしようとしていた。Dr.カナンガにタロットカードで指示を与える謎の美女、ソリテア（ジェーン・シーモア）から情報を得るため、ボンドはカリブ海へ向かった。

## キャスト
- ジェームズ・ボンド - ロジャー・ムーア

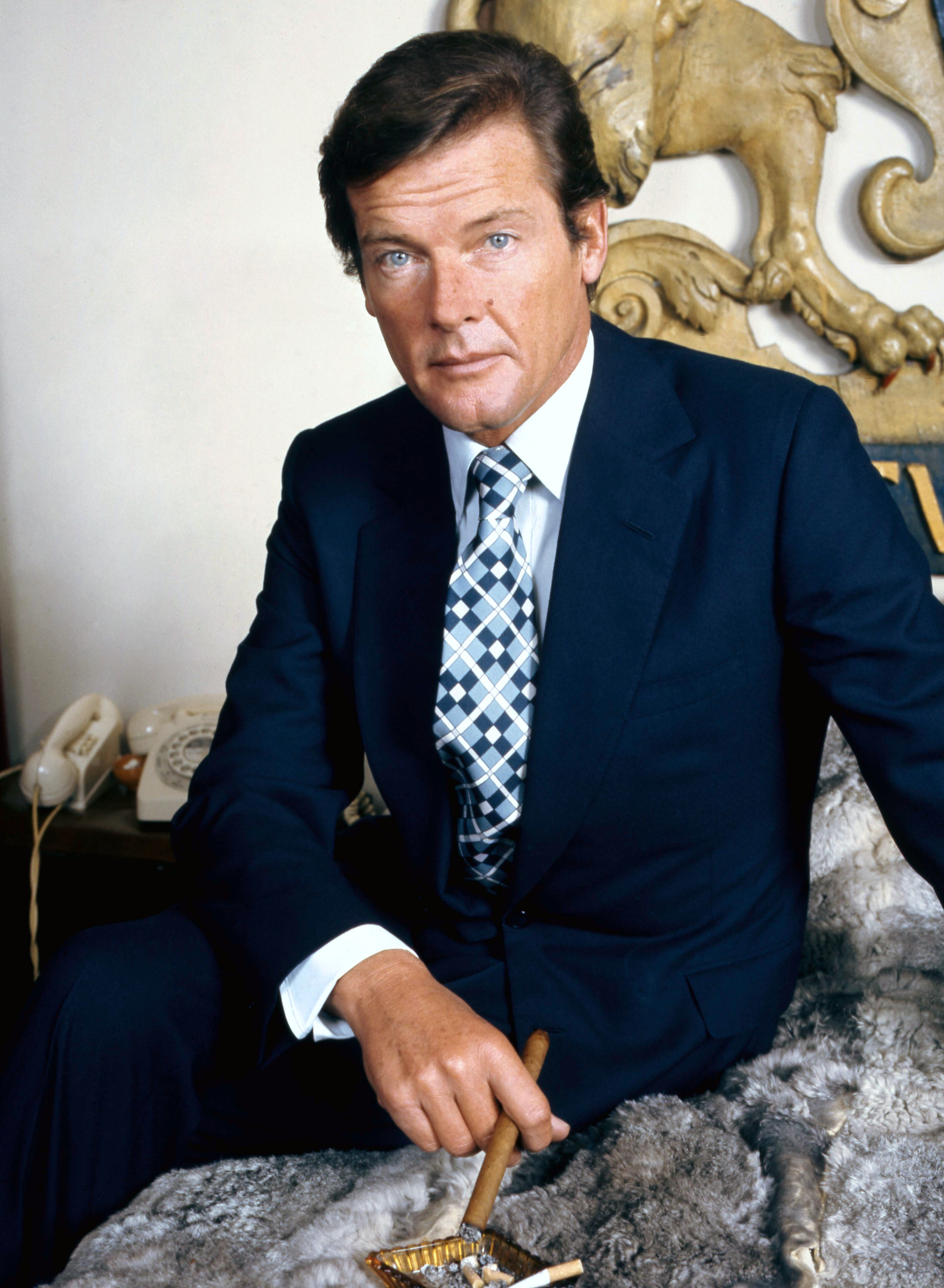
主人公のロジャー・ムーア

- Dr.カナンガ / Mr.ビッグ - ヤフェット・コットー
- ソリテア（英語版） - ジェーン・シーモア
- ロージー・カヴァー - グロリア・ヘンドリー
- サメディ男爵 - ジェフリー・ホールダー
- ティー・ヒー - ジュリアス・W・ハリス
- G.W.ペッパー保安官 - クリフトン・ジェームズ
- ハミルトン - ボブ・ディックス
- アダム - トミー・ライン
- ミス・カルーゾー - マデリン・スミス
- ストラッター - ロン・サットン（英語版）
- クォレル・Jr - ロイ・スチュワート
- ウィスパー - エアリー・ジョイ・ブラウン
- タクシードライバー1 - アーノルド・ウイリアムズ
- Mrs.ベル - ルース・ケンフ
- チャーリー - ジョー・シットウッド
- 販売員 - クビ・チャーズ
- 歌手 - B・J・アーナウ
- フェリックス・ライター - デヴィッド・ヘディソン
- M - バーナード・リー
- マネーペニー - ロイス・マクスウェル
- スタント - ボブ・シモンズ
- ボートスタント - ジェリー・カモー
- スタントドライバー - モーリス・パチェット
- ワニ園スタント - ロス・カナンガ[3]

### ボンドガール
イギリスの首都ロンドン生まれの女性、ジェーン・シーモアがボンドガールに選ばれた。シーモアは後に、IGNエンターテインメントの「トップ10ボンド・ベイブズ」で10位にも選ばれている。
1973年、シーモアはこの映画でボンドガール、ソリテアとしての役割を果たし、国際的な知名度を得た。

### 日本語吹替
| 役名                                  | 俳優                       | TBS旧版      | TBS新版    | ソフト版   |
| ------------------------------------- | -------------------------- | ------------ | ---------- | ---------- |
| ジェームズ・ボンド                    | ロジャー・ムーア           | 広川太一郎   | 広川太一郎 | 広川太一郎 |
| ソリテア                              | ジェーン・シーモア         | 岡本茉利     | 玉川砂記子 | 日野由利加 |
| ドクター・カナンガ / ミスター・ビッグ | ヤフェット・コットー       | 内海賢二     | 内海賢二   | 後藤哲夫   |
| ペッパー保安官                        | クリフトン・ジェームズ     | 滝口順平     | 滝口順平   | 宝亀克寿   |
| ティー・ヒー                          | ジュリアス・W・ハリス      | 田中康郎     | 田中康郎   | 佐々木誠二 |
| サメディ                              | ジェフリー・ホールダー     | 蟹江栄司     | 銀河万丈   | 西凜太朗   |
| M                                     | バーナード・リー           | 今西正男     | 石森達幸   | 藤本譲     |
| マネーペニー                          | ロイス・マクスウェル       | 花形恵子     | 竹口安芸子 | 泉裕子     |
| ライター                              | デヴィッド・ヘディソン     | 伊武雅之     | 徳丸完     | 小島敏彦   |
| ロージー                              | グロリア・ヘンドリー       | 高島雅羅     | 岡のりこ   |            |
| ストラッター                          | ロン・サットン             | 玄田哲章     | 秋元羊介   |            |
| クオーレルJr                          | ロイ・スチュワート         | 平林尚三     | 玄田哲章   | をはり万造 |
| ウィスパー                            | アール・ジョリー・ブラウン | 亀井三郎     | 安西正弘   |            |
| タクシー運転手                        | アーノルド・ウィリアムズ   | 千葉繁       | 谷口節     |            |
| 美女                                  | マデリン・スミス           | 吉川なが子   | 横尾まり   |            |
| 店員                                  | クビー・チェーザ           | 横尾まり     | 岡のりこ   |            |
| ウェイター                            | ダン・ジャクソン           | 田中幸四郎   | 笹岡繁蔵   |            |
| エディ                                | ランス・ゴードン           | 広瀬正志     |            |            |
| カナンガの部下                        |                            | 田口昂       | 島香裕     |            |
| 漁師                                  |                            | 大滝進矢     | 笹岡繁蔵   |            |
| 靴みがき                              |                            | 小比類巻孝一 | 小室正幸   |            |

※キングレコードから発売の特別版DVDにはTBS版の2バージョンの吹替を収録。
- TBS旧版 - 初回放送1981年4月6日（月）21:02-23:25 『月曜ロードショー』（本編約120分）

※ムーア時代から、日本での007作品テレビ初放映は延長枠が恒例となった。
- TBS新版 - 初回放送1988年1月19日（火）20:00-21:54 『ザ・ロードショー』

- ソフト版 - 初出、2006年11月22日発売 DVD アルティメット・コレクション

その他声の出演︰原田桃子、野中秀哲、斉藤貴美子、白熊寛嗣、佐々木省三、近藤広務、星野貴紀、渡辺浩司、小川一樹
- 当初、ボンドの声は「セイント 天国野郎」でムーアの声を担当していた近藤洋介にオファーしたが、近藤は舞台出演の為、収録スケジュールを確保できずに結局断念。前々作でレーゼンビーを吹き替えた経験のある広川が務めることになり、以降、広川は当シリーズ以外でもムーアの吹替を多数担当することとなる。

## スタッフ
- 監督 - ガイ・ハミルトン
- 製作 - ハリー・サルツマン、アルバート・R・ブロッコリ
- 脚本 - トム・マンキーウィッツ
- 音楽 - ジョージ・マーティン
- 撮影 - テッド・ムーア
- 特撮 - デレク・メディングス
- 美術 - スティーブン・ヘンドリックソン
- 衣裳 - ジェリー・ハリス
- テーマ曲 - モンティ・ノーマン
- 主題歌 - ポール・マッカートニー&ウイングス
  - 作曲 - ポール・マッカートニー、リンダ・マッカートニー（007 死ぬのは奴らだ (曲)を参照）。
- メインタイトル・デザイン - モーリス・ビンダー

### 日本語版
- 日本語字幕 - 高瀬鎮夫（劇場公開版）、菊地浩司（ソフト版）

|                | TBS旧版           | TBS新版      | ソフト版 |
| -------------- | ----------------- | ------------ | -------- |
| 演出           | 佐藤敏夫          | 小山悟       | 福永莞爾 |
| 翻訳           | 木原たけし        | 木原たけし   | 佐藤一公 |
| 選曲           | 重秀彦            |              |          |
| 効果           | 遠藤尭雄 桜井俊哉 |              |          |
| 調整           | 小野敦志          |              | 金谷和美 |
| プロデューサー | 熊谷国雄          | 上田正人     |          |
| 制作           | 東北新社 TBS      | 東北新社 TBS | 東北新社 |
| 解説           | 荻昌弘            | 荻昌弘       |          |

## 主題歌
ポール・マッカートニー&ウイングスが起用され、同タイトル曲を担当した。全英シングルチャートで最高位9位、アメリカのBillboard Hot 100で最高位2位を獲得し、映画と共に大ヒットとなった。007の主題歌が英米両方のチャートでトップ10入りしたのは、この曲が初めてだった。また、映画のサウンドトラックは、プロデューサーのジョージ・マーティンが担当し、ビートルズ時代以来の共演となった。同サウンドトラック・アルバムは、『ビルボード』誌アルバム・チャートでは、最高位17位だった。

## 興行成績
1973年の映画の世界興行成績で第3位。日本では、1973年度の外国映画配給収入の第2位。